# Saint-Paul (Alpy Górnej Prowansji)
Saint-Paul (znana także jako Saint-Paul-sur-Ubaye) – miejscowość i gmina we Francji, w regionie Prowansja-Alpy-Lazurowe Wybrzeże, w departamencie Alpy Górnej Prowansji.

## Demografia
Według danych na rok 1999 gminę zamieszkiwało 190 osób, a gęstość zaludnienia wynosiła 0,9 osób/km². W styczniu 2015 r. Saint-Paul-sur-Ubaye zamieszkiwały 223 osoby, przy gęstości zaludnienia wynoszącej 1,1 osób/km².
Zmiany liczby mieszkańców Saint-Paul-sur-Ubaye na przestrzeni ostatniego półwiecza:
| 1962 | 1968 | 1975 | 1982 | 1990 | 1999 | 2008 | 2012 | 2015 |
| ---- | ---- | ---- | ---- | ---- | ---- | ---- | ---- | ---- |
| 226  | 232  | 221  | 208  | 198  | 190  | 228  | 214  | 223  |

## Merostwo
Merowie miejscowości na przestrzeni ostatniego ćwierćwiecza:
- Émile Signoret (mandat: do III 2001 r.)
- Marie-Danielle Allix (mandat: III 2001 – III 2008)
- Michel Tiran (mandat: III 2008 – IV 2014)
- Jan Behets (mandat: od IV 2014 r.)